# Nicolás Bardio
Nicolás Bardio (1987, Oviedo) es un escritor y novelista asturiano. Es licenciado en ciencias políticas por la Universidad Complutense de Madrid, máster en Información y Comunicación con especialidad en periodismo por la Universidad Libre de Bruselas y escritor en asturiano y castellano.
En narrativa ha publicado las novelas Sol Reló (2008) con la editorial Trabe y Cuando ensamen les abeyes (2011) con la editorial Suburbia Ediciones. Mientras que Sol Reló es un claro ejemplo de la utilización del género negro como vehículo para hacer una crítica social y política muy pegada a la realidad y al lugar en que transcurre la historia, Cuando ensamen les abeyes entraría dentro del género de historia-ficción llevándonos a una historia paralela ambientada en la década de 1920 en la que el Reino de León sigue siendo un estado independiente que debe gestionar la independencia de la isla de Santolaya, su última colonia en el Caribe donde unos aventureros buscan un tesoro con la ayuda del poema de Antón de Marirreguera que da nombre al libro.
En 2019 recaudó más de 12.000 € para el que está llamado a ser el primer juego de rol en asturiano "Depués d'Ochobre". Un juego de rol ucrónico de espionaje ambientado en la República Socialista Soviética de Asturias, un estado que sucede a la República Obrera y Campesina de Asturias y que forma parte de la Unión Soviética.  Ese mismo año, se hace con el Premio Asturias Joven de Narrativa de 2019 por una novela ambientada en el mismo universo que Depués d'Ochobre, La Colomina 36.
También ha participado en obras colectivas, siempre en prosa, como las antologías literarias Vía de Serviciu, Formientu o Estandoriu.
En literatura infantil ha ganado el primer Premio Asturnews de literatura infantil y juvenil con el relato Les nueches azules del llúnada.
Aparte de la narrativa de ficción, escribe y ha escrito artículos de análisis político y de opinión para algunos medios de comunicación asturianos y españoles como La Voz de Asturias, Asturias 24, Atlántica XXII, Contexto y Acción o La-politica.com.

## Premios
- 1er Premio Asturnews de literatura infantil y juvenil por "Les nueches azules del llúnada"
- Premio "Asturias Joven de Narrativa" 2019 por "La Colomina 36"

## Obras

### En solitario
- Sol reló (Trabe, 2008) Novela
- Cuando ensamen les abeyes (Suburbia, 2011) Novela
- La Colomina 36 (Trabe, 2020) Novela
- Depués d'Ochobre (Radagast, 2020) Juego de rol
- Del Llau del Nigromante (Radagast, 2020) Novela
- La Embaxada Prieta (Hoja de Lata, 2021) Novela

### En libros colectivos y antologías
- Vía de serviciu (Suburbia, 2007) Relatos
- Formientu (Xareos!, 2006)
- Formientu II (Xareos!, 2007)
- Estandoriu (2010)